# フラガニャーノ
フラガニャーノ（イタリア語: Fragagnano）は、イタリア共和国プッリャ州ターラント県にある、人口約5,200人の基礎自治体（コムーネ）。

## 地理

### 位置・広がり
ターラント県東部に位置するコムーネで、フラガニャーノの市街は県都ターラントから東南東へ約20km、ブリンディジから南西へ約45km、レッチェから西へ約60km、州都バーリから南東へ約92kmの距離にある。

#### 隣接コムーネ
隣接するコムーネは以下の通り。
- グロッターリエ
- リッツァーノ
- サン・マルツァーノ・ディ・サン・ジュゼッペ
- サーヴァ
- ターラント